# Alfred Wolfmann
Alfred Wolfmann (geboren 28. Februar 1923 in Berlin; gestorben 8. Juli 1975 in Bonn) war ein deutscher Journalist.

## Leben
Alfred Wolfmann besuchte das Gymnasium und floh 1935 vor der deutschen Judenverfolgung nach Palästina. 1946 kehrte er nach Deutschland zurück und ging als überzeugter Kommunist zunächst in die SBZ, wo er Mitglied der SED wurde. 1948 floh er in den Westen. 
Wolfmann arbeitete in Bonn als freischaffender Journalist für die Tageszeitung Die Welt und war Deutschlandkorrespondent der israelischen Zeitung Jediʿot Acharonot und der Londoner Jewish Telegraphic Agency (JTA). Er schrieb auch für die deutsche Jüdische Allgemeine Zeitung. Wolfmann berichtete über die Deutsch-Israelischen Verhandlungen 1952 und für die deutsche Presse 1962 vom Eichmann-Prozess in Jerusalem. Mit seiner Berichterstattung versuchte er in den 1970er Jahren auf die Deutsche Ostpolitik unter Willy Brandt im Sinne der CDU bremsend Einfluss zu nehmen.
Wolfmann starb im Juli 1975 durch Suizid.

## Schriften
- Eichmannprozess. Berichte aus Jerusalem. Düsseldorf : DGB-Bundesvorstand, 1962
- Porträts aus Israel. Bonn : Akademie Kontakte der Kontinente, 1972